# Jackson Kinniburgh
Jackson Kinniburgh, né le 24 février 2001 à Calgary, est un coureur cycliste canadien. Il participe à des compétitions sur route et sur piste.

## Palmarès sur piste

### Coupe du monde
- 2019-2020
  - 3e de la poursuite par équipes à Milton

### Coupe des nations
- 2021
  - 2e de la poursuite par équipes à Cali

### Championnats du Canada
- 2018
  -  Champion du Canada de course aux points juniors
  - 2e du scratch juniors
- 2019
  - 2e de la poursuite par équipes